# Éditions DenyLegrand
 (mars 2023).
Les Nouvelles Éditions DenyLegrand sont une maison d'édition fondée par Munkulu di Denis Lin Noé,,,. Elle est issue de la fusion des éditions du fleuve, d’Isis-Concept et d'évangile mobile édition en 2019. Ces maisons d’éditions sont des micros compétences qui solutionnent les problèmes de l’édition et de la promotion du livre en RDC.
Elles se spécialisent dans le domaine de la littérature générale et de l’édition des ouvrages scientifiques, culturels et artistiques ainsi que pour la publication des articles scientifiques (Revue, Magazine, Support,  Mémoire etc...).

## Publications
- Repérer la Cité (2019) [6]

- vade-mecum de l'Animateur Culturel en Rdc (2020)

- Fin d'immondes (2021)[7]

- Dictionnaire FranLingala, Connaître le Français Parlé Congolais (2021)[8]

- Femme leader pour un leader (2022)[9]

- L'eau des Fleurs (2022)[10]